# 閄

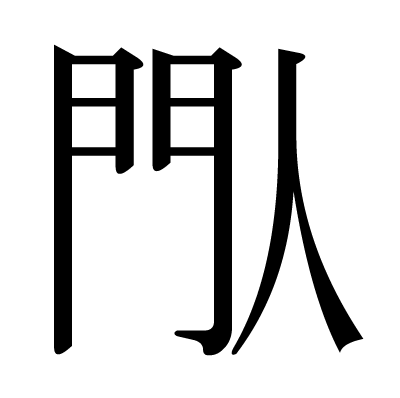
明朝体での漢字と字体

閄（コク、ワク）は、門部+2画、総画数10画の漢字である。機種依存文字である。「『ものかげからきゅうにとびだしてひとをおどろかせるときにはっするこえ』という、漢字の中で最も長い33文字の訓読みを持つ」と言われることがあるが、実際にはこれは訓読みではなく、漢和辞典の字義解説として掲載された例がある。

## 文字解説

### 字義・解字
門と人を合わせた会意文字であり、人が門から急に飛び出して人をワッと驚かす声を表す擬声語である。意味は「隠れていた人が突然姿を現して人を驚かせるときに出す声」もしくは「身を隠して、突然現れ出ること」。中国明代の字書『字彙補』には「閄、隠身忽出驚人之聲也」とあり、『康煕字典』『大漢和辞典』ともこの語義をそのまま引用している。。門と人で成り立つ漢字は閄の他に、閃（ひらめ・く/セン）、們（モン/ともがら）（人ではなく人偏だが、意味は同じ）などがある。

### 読み
音読みは『康煕字典』で「音或」とあり、通常は或の漢音で「コク」、呉音で「ワク」と読まれるが、。「カク、セン」とする辞典もある。訓読みは一般的には無しとされるが、「わっ-と」という用例も見つかっている。
中国語では、突然姿を現して人を驚かせる擬声語として「huò」、身を隠して突然現れるの意で「shǎn」と発音される。

## 創作物での使用例
カッコ内はふりがな。
- 『会談興晤閄雅話』（かいだんおとしばなしももんがわ[11]・かいだんきょうごももんがわ[5]） - 振鷺亭主人作の寛政期の咄本。「ももん」と読ませている[5][11]。
- 『なんだかとっても！ いいかんじ』 - 卑屈Pの初音ミク使用楽曲。サビで「閄」という漢字が「ものかげからきゅうにとびだしてひとをおどろかせるときにはっするこえ」という読み方で使用されている[12]。

## 電算処理・登録番号

### Unicode
Unicodeにおける符号位置はU+9584で、Unicode一覧 9000-9FFFに記載。Unicodeの数値文字参照は、10進数だと&#38276;、16進数だと&#x9584;。

### JIS漢字コード
JIS X 0212では70区2点に収録されている。JIS X 0208およびJIS X 0213には収録されていない。

### 大漢和辞典
41216番に収録されている。

### 戸籍統一文字番号など
戸籍統一文字番号は467820、登記統一文字番号は00467820。